# Comuna de Stubno

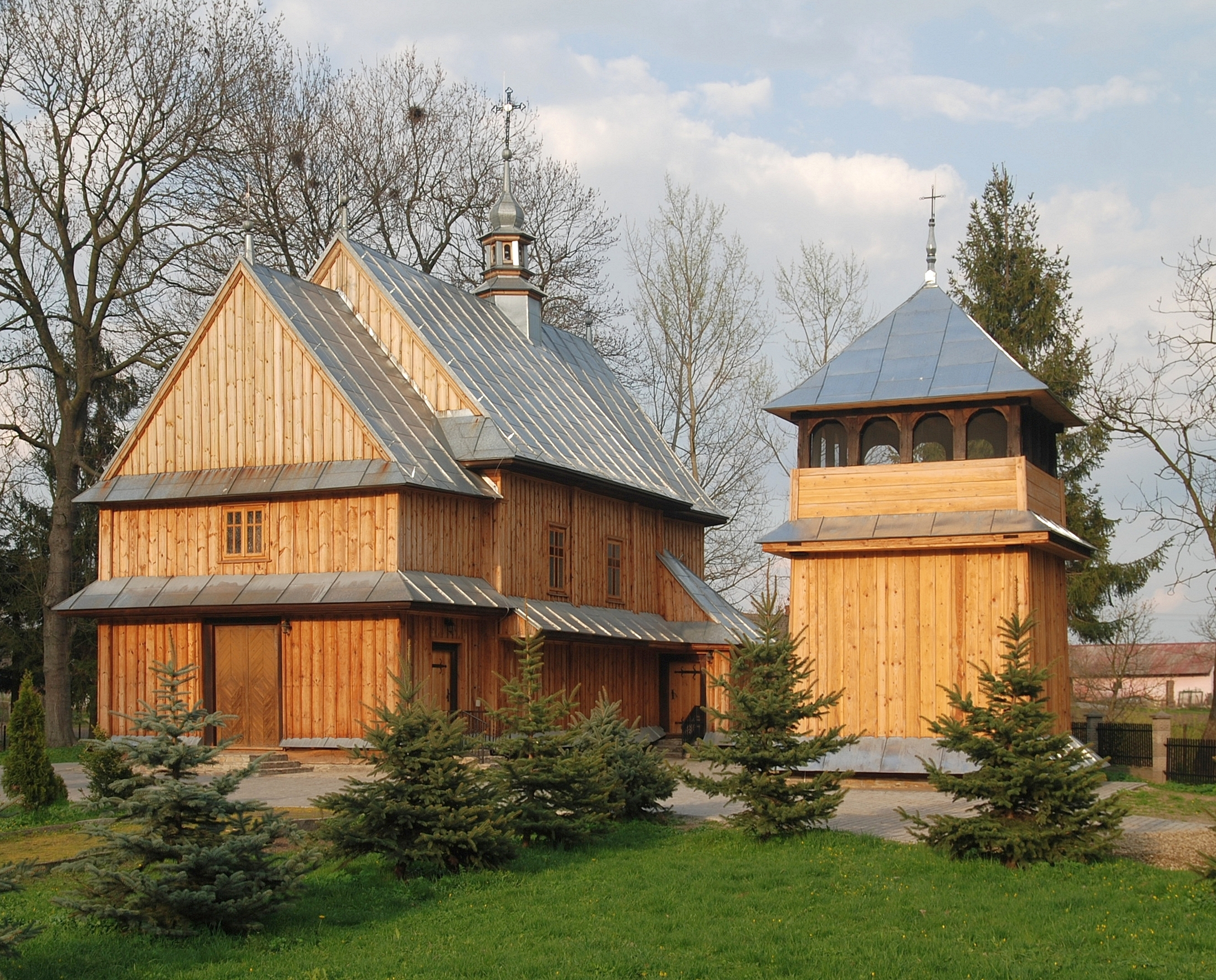
Aldeia de Stubienko

Stubno (polaco: Gmina Stubno) é uma gminy (comuna) na Polónia, na voivodia de Subcarpácia e no condado de Przemyski. A sede do condado é a cidade de Stubno.
De acordo com os censos de 2004, a comuna tem 4055 habitantes, com uma densidade 45,5 hab/km².

## Área
Estende-se por uma área de 89,12 km², incluindo:
- área agrícola: 73%
- área florestal: 10%

## Demografia
Dados de 30 de Junho 2004:
|                      | Total   | Total | Mulheres | Mulheres | Homens  | Homens |
| -------------------- | ------- | ----- | -------- | -------- | ------- | ------ |
|                      | pessoas | %     | pessoas  | %        | pessoas | %      |
| População            | 4055    | 100   | 2024     | 49,9     | 2031    | 50,1   |
| Densidade (pop./km²) | 45,5    | 100   | 22,7     | 22,7     | 22,8    | 22,8   |

De acordo com dados de 2002, o rendimento médio per capita ascendia a 1498,64 zł.

## Comunas vizinhas
- Medyka, Orły, Radymno, Żurawica.